# Championnat d'Europe de patinage artistique 1895
Navigation
Édition précédente Édition suivante
Le championnat d'Europe de patinage artistique 1895 a lieu le 26 janvier 1895 à la patinoire extérieure du parc Városliget de Budapest dans l'empire d'Autriche-Hongrie.

## Podium
| Épreuves                      | Or                 | Argent       | Bronze        |
| ----------------------------- | ------------------ | ------------ | ------------- |
| Messieurs résultats détaillés | Tibor von Földváry | Gustav Hügel | Gilbert Fuchs |

## Tableau des médailles
| Rang  | Nation    | Or | Argent | Bronze | Total |
| ----- | --------- | -- | ------ | ------ | ----- |
| 1     | Hongrie   | 1  | 0      | 0      | 1     |
| 2     | Autriche  | 0  | 1      | 0      | 1     |
| 3     | Allemagne | 0  | 0      | 1      | 1     |
| Total | Total     | 1  | 1      | 1      | 3     |

## Détails de la compétition Messieurs
| Rang    | Nom                | Nation    | Places | Points | Fig. impo. | Prog. libre |
| ------- | ------------------ | --------- | ------ | ------ | ---------- | ----------- |
| 1       | Tibor von Földváry | Hongrie   | 6      |        |            |             |
| 2       | Gustav Hügel       | Autriche  | 11     |        |            |             |
| 3       | Gilbert Fuchs      | Allemagne | 13     |        |            |             |
| Forfait | Arthur Dezső       | Hongrie   |        |        |            |             |